# آلبرت اشنموزر
آلبرت اِشِنموزر (به انگلیسی: Albert Eschenmoser) (زاده ۵ اوت ۱۹۲۵) یک شیمی‌دان اهل سوئیس است که عمدتاً به‌خاطر فعالیت‌هایش در زمینه دلیل کار در سنتز ترکیبات طبیعی پیچیده ناجورحلقه، مانند ویتامین ب۱۲ شناخته شده‌است. علاوه بر سهم قابل توجه در زمینه شمی آلی و سنتز ترکیبات طبیعی، او از پیشگامان تحقیق در حوزه شیمی منشأ حیات و کار بر روی مسیرهای سنتزی تولید مصنوعی اسیدهای نوکلئیک محسوب می‌شود. تا قبل از بازنشستگی در سال ۲۰۰۹، اشنموزر صحاب کرسی تدریس دربرگزار مؤسسه فناوری فدرال زوریخ، مؤسسه تحقیقات زیست‌شناسی شیمیایی اسکگز (Skaggs Institute for Chemical Biology)، در مؤسسه پژوهشی اسکریپس و همچنین از استادان مدعو در دانشگاه‌های شیکاگو، دانشگاه کمبریج و دانشگاه هاروارد بود.